# پوتاوا
پوتاوا (به لاتین: Potawa) یک منطقهٔ مسکونی در سری‌لانکا است که در استان مرکزی (سری‌لانکا) واقع شده‌است.